# Bradysia yangi
Bradysia yangi är en tvåvingeart som beskrevs av Yang och Tan 1995. Bradysia yangi ingår i släktet Bradysia och familjen sorgmyggor.
Artens utbredningsområde är Beijing (Kina). Inga underarter finns listade i Catalogue of Life.